# Stenalcidia constipata
Stenalcidia constipata là một loài bướm đêm trong họ Geometridae.